# 칠곡 흥국사 목조보살좌상
칠곡 흥국사 목조보살좌상(漆谷 興國寺 木造菩薩坐像)은 대한민국 경상북도 칠곡군 왜관읍 석전리, 흥국사에 있는 조선시대의 불상이다. 2015년 12월 28일 경상북도의 문화재자료 제633호로 지정되었다.

## 개요
이 보살상은 나무로 조성되어 도금(鍍金)되어 있는 상태의 목조보살좌상이다. 얼굴과 몸체 모두 살이 많이 올라 있는 모습으로 안정된 비례에 당당한 몸체를 보이고 있다. 조선 후기에 제작된 대부분의 보살상들처럼 승기지, 부견의를 입고 변형편단우견식으로 大衣를 착용하였다.
복장은 모두 멸실되었고 오직 『묘법연화경』권1의 낙장 2매가 남겨져 있을 뿐이다. 보관, 양손 등이 완존하여 있으며 변질된 도금 이외에는 원상이 잘 보존되어 있다. 양식적 특징으로 보아 조선 후기 17∼18세기에 조성된 것으로 판단되나 조각승의 추정은 분명하지 않다.
이 보살상은 조선 후기의 전형적인 조형성이 잘 나타나 있고, 보존상태 또한 양호하므로 文化財資料로 지정한다.

## 같이 보기
- 칠곡 흥국사

## 참고 자료
- 칠곡 흥국사 목조보살좌상 - 국가유산청 국가유산포털